# Block Mountain, Alberta
Block Mountain är ett berg i Kanada.   Det ligger i provinsen Alberta, i den centrala delen av landet, 3 000 km väster om huvudstaden Ottawa. Toppen på Block Mountain är 2 935 meter över havet, eller 378 meter över den omgivande terrängen. Bredden vid basen är 1,6 km.
Terrängen runt Block Mountain är kuperad söderut, men norrut är den bergig.Trakten runt Block Mountain är nära nog obefolkad, med mindre än två invånare per kvadratkilometer.. Det finns inga samhällen i närheten.
Trakten runt Block Mountain består i huvudsak av gräsmarker.